# Esterházy Mátyás
Galántai és fraknói gróf Esterházy Mátyás (Budapest, 1919. március 25. – Kismaros, 1998. május 5.) a főnemesi Esterházy család sarja.

## Élete
Jogi és államtudományi doktorátust szerzett. 1948-ban házasodott. Felesége: Mányoki Irén Magdolna.
A házasságból négy fia született: Péter (1950), György (1951), Mihály (1953) és Márton (1956).
1951-ben kitelepítették Hortra, onnan Csobánka érintésével 1957 nyarán települt vissza Budapestre. Később a Belügyminisztérium III/III-as osztálya, a belső elhárítás ügynöke volt. 
Az Esterházyak családi temetkezési helyén nyugszik Gannán.
Halála után fia, Esterházy Péter két regényben, a Harmonia cælestisben és az állambiztonsági múlt lelepleződése után íródott Javított kiadásban dolgozta fel életrajzát.

## Gyermekei
Esterházy Mátyás nevezetes gyermekei: Esterházy Péter író és Esterházy Márton labdarúgó.